# José Cortés Ortiz
José Cortés Ortiz (Almendralejo, 26 de juliol de 1969) és un exfutbolista extremeny, que ocupava la posició de defensa.
Cortés va destacar a les files de l'equip de la seua ciutat natal, el CF Extremadura. Va ser una de les peces clau en l'històric ascens dels blaugrana a la primera divisió el 1996. La temporada 96/97, en la màxima categoria, el defensa va jugar 30 partits amb l'Extremadura.
L'estiu de 1997 marxa a un altre equip de la regió, el CP Mérida. Eixe any, els emeritencs estaven també en Primera i Cortés juga 16 partits. Al final de la temporada, el Mérida cau a Segona i dos anys després, a la Segona B. El defensa formaria part del planter del conjunt en eixos anys, tot i que la seua aportació minvaria.